# Chaussée d'Ixelles
La chaussée d'Ixelles (en néerlandais : Elsensesteenweg) est une voie de circulation située sur le territoire de la commune d'Ixelles, en Belgique. Elle relie la place Eugène Flagey à la porte de Namur. Elle devient semi-piétonne en 2018.

## Histoire
La chaussée d'Ixelles a porté plusieurs noms et a présenté différents tracés au cours de son histoire. Au XIIIe siècle, elle était dénommée Zwaerenberg, soit Montagne raide, à cause d'une partie de son relief qui était en pente et qui compliquait l'acheminement de marchandises comme le bois et la bière vers la capitale. Son tracé était également différent. Elle suivait alors la désormais rue de Vergnies et n'aboutissait pas au village d'Ixelles-le-Châtelain (devenu Place Eugène Flagey). Elle devient ensuite pavée dans la seconde moitié du XVe siècle, est réaménagée fin du XVIIe siècle et renommée alors chaussée de Namur.
À la suite de travaux de rénovation, la chaussée d'Ixelles deviendra semi-piétonne en juillet 2018

## Transports en commun
La chaussée d'Ixelles est desservie par les lignes de bus 54 et 71 et par les Noctis N09 et N10.

## Bâtiments remarquables
- Le n° 127, domicile des Brusselmans, servit de safe house durant toute la Seconde Guerre mondiale.
- Immeuble du n°188 de la chaussée d'Ixelles